# Planetata na săkrovištata
Planetata na săkrovištata (in bulgaro Планетата на съкровищата?), traducibile in italiano come Il pianeta del tesoro, è un film d'animazione bulgaro del 1982.
Per coincidenza anticipa il film Disney Il pianeta del tesoro di 20 anni per via dell'interpretazione fantascientifica del romanzo originale di Stevenson.
Il film include un cameo di Topolino e l'Inno alla gioia di Ludwig van Beethoven.

## Personaggi
I personaggi condividono i nomi originali delle loro controparti del romanzo di Stevenson con eccezione il protagonista Felipe che sostituisce Jim Hawkins.

## Edizioni estere
Esiste un doppiaggio in inglese ,notevole in quanto include Bryan Cranston nel ruolo di Felipe. Il titolo del film è stato tradotto come "The Treasure Planet".

## Accoglienza
| Controllo di autorità | BNF (FR) cb17734916s (data) |